# NGC 6439
NGC 6439 (другое обозначение — PK 11+5.1) — планетарная туманность в созвездии Стрелец.
Этот объект входит в число перечисленных в оригинальной редакции «Нового общего каталога».